# Hermann Ansorge (Biologe)

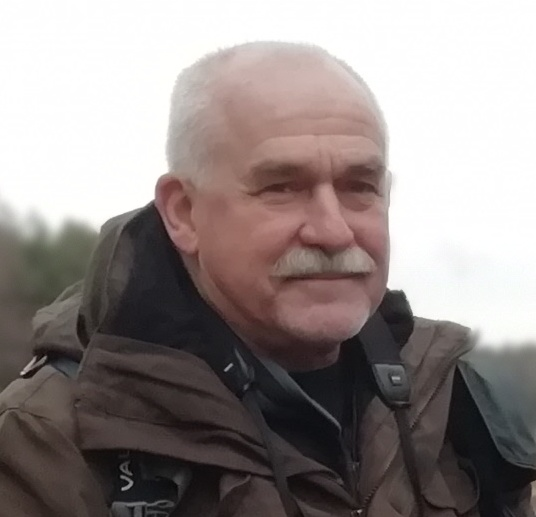
Hermann Ansorge (2020)

Hermann Ansorge (* 1955 in Halle (Saale)) ist ein deutscher Biologe mit den Fachgebieten Zoologie und Mammalogie. Von 2009 bis 2021 war er Abteilungsleiter Zoologie am Senckenberg Museum für Naturkunde Görlitz sowie ab 2016 Professor für Spezielle Zoologie (Wirbeltiere) an der Technischen Universität Dresden.

## Leben
Ansorge absolvierte zwischen 1975 und 1980 ein Studium der Biologie und Terrestrischen Ökologie an der Martin-Luther-Universität Halle-Wittenberg, welches er mit einer Diplomarbeit zum Thema „Ökologische Untersuchungen an Singvögeln im Rauchschadensgebiet Dübener Heide“ abschloss. In der Folge war er bis 1985 wissenschaftlicher Assistent am Staatlichen Museum für Naturkunde Görlitz, ehe er dort zum Kustos für Wirbeltiere ernannt wurde. 1990 promovierte am Fachbereich Biologie der Martin-Luther-Universität Halle-Wittenberg mit einer Dissertation zum Thema „Zur intraspezifischen Variabilität des Rotfuchses Vulpes vulpes (Linné, 1758) in der Oberlausitz“. Anschließend war er bis 2005 als Oberkonservator und Bereichsleiter Allgemeine Zoologie am Staatlichen Museum für Naturkunde Görlitz tätig. 2005 wurde er zum dortigen Hauptkonservator berufen. Diese Funktion übte er bis 2008 aus, ehe er zum Beginn des Jahres 2009 Abteilungsleiter Zoologie am, nun unter dem Namen Senckenberg Museum für Naturkunde Görlitz firmierenden, Museum befördert wurde. Von 2005 bis 2008 war der Biologe Geschäftsführer der Deutschen Gesellschaft für Säugetierkunde, von 2009 bis 2016 deren Vize-Präsident.
Seit 1997 übt Ansorge ein Lehrtätigkeit an der Hochschule Zittau/Görlitz im Studiengang Ökologie und Umweltschutz aus, 2004 war er Senior Fellow am Collegium Pontes 2004 Görlitz–Breslau–Prag, seit 2005 ist er Honorarprofessor für Ökologie und Phylogenie der Wirbeltiere an der Hochschule Zittau/Görlitz und seit 2008 übt er eine Lehrtätigkeit am Internationalen Hochschulinstitut Zittau im Studiengang Biotechnologie und Angewandte Ökologie aus. Ab 2014 lehrte er an der TU Dresden / IHI Zittau / Senckenberg Görlitz im Studiengang Biodiversity and Collection Management. 2015 wurde der Biologe zum Ehrendoktor der Nationaluniversität der Mongolei in Ulaanbaatar ernannt, seit 2016 ist er Professor für Spezielle Zoologie (Wirbeltiere) an der Technischen Universität Dresden. Ende Januar 2021 trat Ansorge in den Ruhestand, seitdem ist er als ehrenamtlicher Mitarbeiter des Görlitzer Senckenberg Museum für Naturkunde Görlitz tätig.
1978, 1982, 2002 sowie seit 2005 jährlich engagiert sich Ansorge im Rahmen von Geländearbeit, akademischer Lehre und Forschungsaufenthalten vor allem in der Mongolei.

## Schriften (Auswahl)
Monografien
- Zur intrapopularen Variabilität des Rotfuchses, Vulpes vulpes (Linné 1758), in der Oberlausitz (Dissertation), Halle (Saale), 1990.
- Wander- & Naturführer Zittauer Gebirge: 16 Wanderungen von der Lausche durch die Mühlsteinbrüche über den Hochwald zum Berg Oybin, Dresden: Berg- & Naturverlag Rölke, 2014, ISBN 978-3-934514-17-1.

Herausgeberschaften
- zusammen mit Thomas Napp und Gunter Oettel: Zwischen Neiße, Schöps und Spree: der Landkreis Görlitz, Görlitz: Oettel, 2011, ISBN 978-3-938583-79-1.
- Proceedings of the 8th International Dormouse Conference: International Meeting Center St. Marienthal in Ostritz, Germany, 22–27 September 2011, Görlitz: Senckenberg Museum für Naturkunde, 2011.